# Scioperi di Carmaux

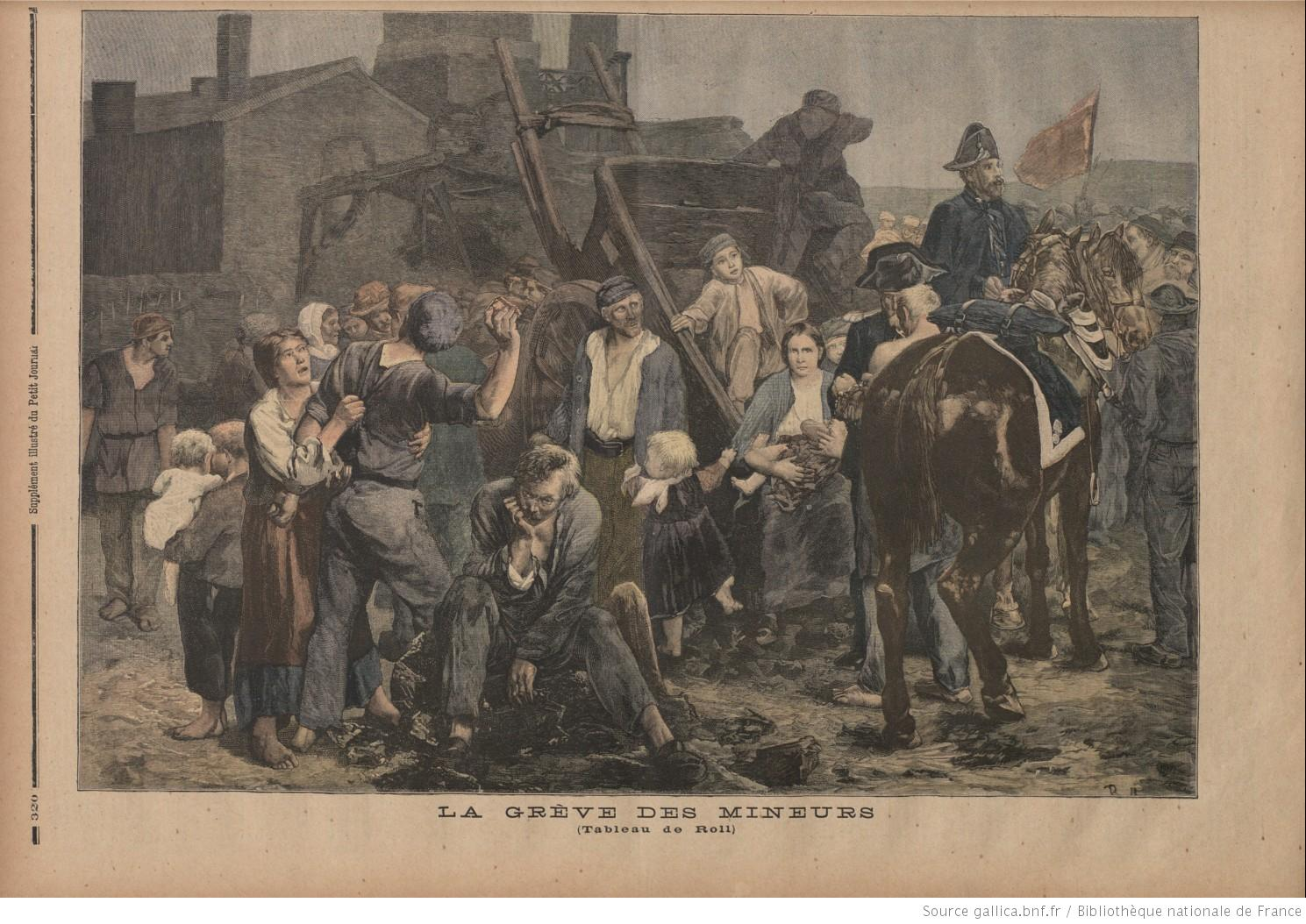
Lo sciopero dei minatori di Alfred Roll, pubblicato nel Le Petit Journal per illustrare gli scioperi a Carmaux del 1892.

Gli scioperi di Carmaux furono una serie di scioperi operai avvenuti nel 1892 e nel 1895 a Carnaux, in Occitania. Attirarono l'attenzione nazionale non solo per la loro importanza e durata, ma anche perché il primo, che colpì le miniere di carbone francesi, è spesso considerato l'episodio fondatore dell'adesione al socialismo di Jean Jaurès, rieletto nel 1893 come deputato del Tarn. Il secondo sciopero di Carmaux colpì la vetreria, che dipendeva dall'industria carboniera, e portò alla creazione della vetreria autogestita di Albi.
Successivamente Carmaux rimase una città simbolo del socialismo, con la rielezione di Jaurès durante le elezioni legislative del 1902 con il Bloc des gauches al potere, mentre molti altri scioperi avvennero nella regione durante la Belle Époque e dopo la prima guerra mondiale. La vetreria autogestita di Albi continuò ad operare sotto questo regime fino al 1931, diventando una società cooperativa di produzione dei lavoratori.